# ضريح علي بن بابويه قمي
ضريح علي بن بابويه قمي (بالفارسية: آرامگاه میر محمد اهرم) هو ضريح تاريخي يعود إلى السلالة الصفوية، ويقع في قم.